# الشسعة (يافع)

تعديل مصدري - تعديل

الشسعة هي إحدى قرى عزلة لبعوس بمديرية يافع التابعة لمحافظة لحج، بلغ تعداد سكانها 156 نسمة حسب تعداد اليمن لعام 2004.